# Militærkuppet i Myanmar 2021
Militærkuppet i Myanmar 2021 var et kup, der begyndte om morgenen den 1. februar, da den demokratisk valgte kansler Aung San Suu Kyi, præsident Win Myint og andre ledere fa regeringspartiet blev arresteret og tilbageholdt af Tatmadaw, landets militær. Få timer senere deklarerede Myanmars hær en år-lang undtagelsestilstand og annoncerede at magten var blevet overdraget til lederen for de bevæbnede styrker, Min Aung Hlaing, der mente, at han kunne beholde magten i yderligere seks måneder, før der skulle udskrives nyvalg. Den 1. august 2022 forlængedes undtagelsestilstanden med seks måneder, hvorved militæret kan beholde magten i en længere periode, og igen senere til 1. august 2023. Her annoncerede militæret, at "når man holder et valg, som skal være frit og fair og uden frygt, så er der behov for sikkerhedsforanstaltninger, og derfor er det påkrævet at forlænge undtagelsestilstanden", der dermed atter blev forlænget med seks måneder.
Militærjuntaen forsvarede sig med, at de ikke havde foretaget et statskup eller afsat en civil regering, men derimod bekæmpet valgsvindel indtil der kunne afholdes et nyt valg, hvor vinderen får overladt regeringsmagten.
Vedvarende eskalerende protester mod kuppet medførte, at sikkerhedsstyrker blev indsat og skød med skarpt mod demonstranter ved adskillige aktioner. FN's generalsekretær fordømte militærets fortsatte brutale vold. Antal dræbte civile oversteg i slutningen marts 400, inklusive flere børn. Blandt andre EU, Japan og USA fordømte drabene. EU suspenderede støtte til udviklingsprojekter og USA indførte handelssanktioner.
Den 24. april afholdt ASEAN krisemøde i Jakarta, Indonesien, med deltagelse af juntachef Min Aung Hlaing. På mødet forpligtede Myanmars militærjunta sig uventet til at "ophøre med vold" mod civile og engagere sig i "konstruktiv dialog med alle parter." Derudover accepterede juntaen ASEAN's mæglingsintervention og tillod en særlig udsending at besøge Myanmar, for at mødes med alle berørte parter.
1.388 demonstranter er blevet dræbt af militæret pr. december 2022 – flere end 46 af de dræbte er børn – og 16.540 personer er tilbageholdt af militæret. Mindst 20, der er blevet dødsdømt, skjuler sig.
Ifølge statslige medier i Myanmar, blev Aung San Suu Kyi benådet den 1. august 2023, Det var uklart, om det betød, at hun blev løsladt.
I 2024 steg modstanden mod militærregimet fra rebeller og oprørsalliance, som synes at udvikle sig til en regulær borgerkrig.
Den 31. juli 2025 ophævede militærjuntaen undtagelsestilstanden, som forberedelse til afholdelse af parlamentsvalg med flerparti-demokrati. Valget havde været under forberedelse i nogle måneder. I februar måned havde det Internationale Institut for Demokrati og Valgassistance, IDEA, sammen med andre valgorganisationer, udtrykt kritik af valgplanerne.

## Baggrund for militærkuppet
Den 4. februar erklærede næsten 300 valgte lovgivere fra Aung San Suu Kyis parti, National League for Democracy (forkortet NLD, dansk: Nationalligaen for demokrati), sig som de eneste legitime repræsentanter for folket og bad om international anerkendelse som Myanmars regering. De skulle have taget plads den 1. februar i en ny session i parlamentet efter valget i november 2020, dagen hvor militæret meddelte, at de overtog magten i et år. Ved valget i november 2020 havde NLD opnået 83 procent af stemmerne, mens militærets parti, USDO, blot fik syv procent.
Myanmars forfatning fra 2008, udarbejdet under militærstyre, giver generalerne veto i parlamentet og kontrol over flere ministerier og er for et føderalt system i en etnisk forskelligartet stat. Navneskiftet i 1989 fra tidligere Burma til Myanmar, blev foretaget, da det tidligere navn kun repræsenterede det etnisk burmesiske folk, og ikke alle nationens indbyggere. Der blev afholdt et valg i 2010, hvor det militærstøttede parti, Union Solidarity and Development Party (dansk: Det forende solidaritets- og udviklingsparti), fik størstedelen af stemmerne, men valget blev kritiseret at være præget af valgsvindel. Et efterfølgende valg i 2015 blev derfor anset, som Myanmars første demokratiske valg, hvor Aung San Suu Kyi og NLD vandt størstedelen af pladserne i parlamentet. Militæret havde dog sikret sig, at Aung San Suu Kyi ikke kunne stille op som præsident, hvorfor hun siden 2015 fungerede som "statsrådgiver". Militæret havde tillige sikret sig en vis andel af magten, så det altid ville sidde på en 25 procent af pladerne i parlamentet, og at det ikke kunne retsforfølges. Derfor har militæret og en civilregering i praksis delt magten mellem sig, det seneste tiår forud for kuppet.
Ifølge BBCs Sydøstasien-korrespondent, Jonathan Head, mente generalerne bag statskuppet, at de handlede korrekt ved at afsætte Aung San Suu Kyi, og advarede endda efterfølgende om, at det var demonstranterne, der truede demokratiet med deres "manglende disciplin", og ikke hærens kup. Militæret beskyldte Suu Kyi og hendes parti, for ikke at reagere på dets klager over, at valget i november var skæmmet af valgsvindel, skønt valgkommissionen sagde, at de ikke havde fundet noget bevis til støtte for påstandene. I New York lovede FN's generalsekretær, Antonio Guterres, at De Forenede Nationer (FN) ville gøre alt, hvad de kunne, for at forene det internationale samfund og skabe betingelser for, at militærkuppet i Myanmar kan vendes. Han sagde, at det er "absolut nødvendigt", at gennemføre Sikkerhedsrådets opfordringer til at vende tilbage til demokrati, i respekt for valgresultatet, og frigive alle mennesker, der blev tilbageholdt af militæret. Christine Schraner Burgener, FN's særlige udsending for Myanmar, havde en første kontakt med militæret siden kuppet og udtrykte FN's stærke modstand mod magtovertagelsen.
Før militærkuppet var Myanmars økonomi allerede hårdt ramt af Coronaviruspandemien, den militære overtagelse blev endnu et økonomisk slag, da virksomhedsinvesteringer og forbrug angiveligt ville være tilbageholdent i en ustabil periode. Tillige forventedes udenlandske investorer, at udsætte deres projekter på kort sigt, begrundet med politisk usikkerhed. De tre vigtigste udenlandske investorer i 2019 var Singapore (24,2 milliarder USD), Kina (21,6 milliarder USD) og Thailand (11,4 milliarder USD). I forvejen havde Myanmar tabt økonomisk investor-interesse, ifølge thailandske erhvervsbanker, delvist på grund af langsommelige økonomiske reformer. Landets fremtid afhang imidlertid også af, om USA og Europa ville genindføre sanktioner på grund af kuppet. EU havde ophævet sine tidlige handelsbegrænsninger så sent som i 2013, hvorefter eksporten til EU steg ti fold i løbet af seks år. Efter USA's sanktioner blev løftet steg eksporten fem fold siden 2016, tøj og tekstiler udgjorde 60 procent. Desuden ville situationen få indflydelse på den normalt livlige grænsehandel med nabolandet Thailand, samt muligvis begrænsning i antallet af gæstearbejdere (der var anslået omkring en million burmesiske migrantarbejdere i Thailand).
Hvor omverdenen i mange år troede, at Myanmar var på vej i en mere demokratisk retning, tyder noget på, at Tatmadaw, Mianmars militær, nøje havde planlagt statskuppet den 1. februar. Tatmadaw var igennem flere år indirekte blevet støttet af udenlandske investeringer i landet og havde sørget for at opruste, herunder med overvågningsudstyr fra vestlige teknologivirksomheder. Tatmadaw var aldrig været bange for international isolation. Burma, nægtede i sin tid at slutte sig til britisk Commonwealth og militæret, hvis officerskorps er en burmansk domineret "elite", har længe set sin mission, som at sikre etnisk burmansk overherredømme og skabe en national enhed. Og militæret er langt mere, end bare et militær. Tatmadaw ejer også to store konglomerater, Myanma Economic Holdings Ltd. og Myanmar Economic Corporation, der er blandt nationens største skatteydere til et forsvarsbudget, der i 2020 udgjorde tre milliarder dollars, svarende til omkring 19 milliarder kroner.
Tidligt om morgenen den 1. februar kom to ledende hærofficerer trådte ind i den 69-årige præsident Win Myints værelse "og opfordrede ham til at trække sig fra sin post som præsident med dårligt helbred som begrundelse. Præsidenten afslog deres forslag og sagde, at han var ved godt helbred. Officererne advarede ham om, at benægtelse ville forårsage ham meget skade, men præsidenten svarede, at han hellere ville dø end at samtykke," fortalte hans advokat Khin Maung Zaw senere. Win Myint og andre ledere fra regeringspartiet blev arresteret og tilbageholdt af militæret, et militærkup var en realitet.

## Anklager mod Aung San Suu Kyi
Aung San Suu Kyi blev anklaget for, at hun havde "illegalt importeret kommunikationsudstyr" efter sin anholdelse og militærets magtovertagelse. Det drejede sig om seks Walkie-talkies. Senere blev hun også anklaget for overtrædelse af coronavirus-protokoller og yderligere blev der den 22. februar tilføjet to anklager, dels fra en straffelov i kolonitiden (1896-1948), der forbyder offentliggørelse af oplysninger, der kan "forårsage frygt eller alarm", og dels fra en telekommunikationslov, der vedrørende licenser til udstyr.
Den 11. marts beskyldte militæret tillige Suu Kyi for, at have modtaget bestikkelse i form af 600.000 dollars (cirka 3,7 millioner kroner) i ulovlige betalinger, samt at have modtaget 11 kilo guld. Beskyldningen er den mest alvorlige, som hidtil er blevet fremsat af styret mod Suu Kyi og kan medføre en hård straf, hvis hun bliver dømt. »Disse beskyldninger er den mest latterlige joke,« skrev Suu Kyis advokat, Khin Maung Zaw, i en meddelelse på sociale medier ifølge nyhedsbureauet Reuters. Anklagerne kunne sikre, at Suu Kyi aldrig ville være i stand til at vende tilbage til politik.
Den 1. april blev Suu Kyi, Ifølge hendes advokat, også anklaget for at krænke sit lands officielle lov, mod at dele statslige hemmeligheder med andre.
Den 10. juni afgjorde Myanmars Antikorruptionskommission, at Aung San Suu Kyi accepterede bestikkelse og misbrugte sin autoritet til at opnå fordelagtige vilkår i ejendomshandler, hvilket hendes advokater benægtede. Hvis Suu Kyi bliver dømt, kan hun forbydes at deltage i det næste valg, som juntaen har hævdet, at den vil afholde inden for det næste eller to år.

### Retssagen
Retssagen mod Aung San Suu Kyi begyndte i midten af juni, men er lukket for presse og offentlighed. Suu Kyi er anklaget for oprør, der kan give op til to års fængsel for enhver, der bliver fundet skyldig i at have forårsaget frygt eller alarm, som kan medføre en lovovertrædelse mod staten eller offentlig ro. Anklage for oprør har været muligt ved lov siden Myanmar var en britisk koloni med navnet Burma. Loven er blevet kritiseret som værende en overordnet statut, der krænker ytringsfriheden og bruges til politisk undertrykkelse. Den afsatte præsident Win Myint og den tidligere borgmester i Naypyidaw, Myo Aung, som er hendes nære politiske allierede og medtiltalte, var også i retten.
Retssagen omfatter tillige anklager om, at Suu Kyi havde ulovligt importeret walkie-talkies, der var til hendes livvagters brug og ulicenseret brug af disse radioer. Desuden er hun anklaget for overtrædelse af loven om naturkatastrofer, ved angiveligt at bryde pandemibegrænsninger under valgkamp i 2020, fortalte hendes advokater. Suu Kyi står over for yderligere anklager, som endnu ikke er blevet prøvet, blandt andet modtagelse af bestikkelse, der har en straf på op til 15 års fængsel, og overtrædelse af loven om officielle hemmeligheder, som har en maksimal fængselsstraf på 14 år. Men en dom om stort set alt hun er anklager for, kan resultere i, at Suu Kyi får forbud mod at stille op ved ethvert kommende valg, hvilket mange iagttagere mener er militærets mål.

### Domme
Aung San Suu Kyi risikerer mere end 100 års fængsel, hvis hun bliver kendt skyldig i alle 11 anklager.
Den 6. december 2021 blev Aung San Suu Kyi idømt fire års fængsel, to år for tilskyndelse af ulovligheder mod militæret, og yderligere to år for overtrædelse af en naturkatastrofelov relateret til COVID-19. Tidligere præsident Win Myint blev også idømt fængsel i fire år for de samme anklager. Hverken Suu Kyi eller Myint blev dog sendt til afsoning, de der er flere anklager mod dem. I de forudgående uger blev der afsagt hårde domme mod andre medlemmer af Suu Kyis Nationale Liga for Demokrati, hvor en tidligere højtstående minister blev idømt 75 års fængsel, mens en nær medarbejder til Suu Kyi fik 20 års fængsel. Allerede dagen efter blev Suu Kyi benådet med en reduceret dom på i alt to års fængsel.
Den 11. januar 2022 blev Aung San Suu Kyi idømt fire års fængsel for blandt andet for besiddelse af ulovlige walkie talkier. Den 27. april blev Aung San Suu Kyi idømt fem års fængsel for at have taget imod bestikkelse, hvor hun var beskyldt for, at modtage bestikkelse på 600.000 dollars i form af kontanter og guldbarrer. Retssagen foregik bag lukkede døre. Den 2. september blev Aung San Suu Kyi idømt tre års fængsel for valgsvindel ved parlamentsvalget i november 2020. Den 12. oktober blev hun idømt yderligere tre års fængsel for korruption, og da de lægges oven i tidligere domme, skal hun i alt afsone 26 år, hun vil derved være 103 år gammel, når hun står til løsladelse i 2048. Den 30. december afsagdes endnu en dom på syv års fængsel for korruption, hvorved den samlede fængselsstraf kom til at udgøre 33 år.

### Benådning
Ifølge statslige medier i Myanmar, blev Aung San Suu Kyi benådet den 1. august 2023, Det var uklart, om det betød, at hun bliver løsladt. Kort tid forinden var hun blevet flyttet fra et fængsel til en regeringsbygning, men det var uklart, hvorfor flytningen fandt sted. Ifølge hendes søn, Kim Aris, er hun i september ved dårligt helbred og ikke i stand til at spise. Han fortalte samtidig, at hun blandt andet lider af tandproblemer, der får hende til at kaste op og blive svimmel.

## Protester og Anholdelser

### Februar
Kupleder Min Aung Hlaing sagde den 4. februar, at han kunne beholde magten i seks måneder efter udløb af undtagelsestilstand og afholde, hvad han kaldte "fair valg". Foruden anholdelserne af Aung San Suu Kyi og præsident Win Myint, blev mindst 134 embedsmænd og lovgivere tilbageholdt, samt tillige 18 uafhængige aktivister, sagde Assistance Association For Political Prisoners i Myanmar, som tilføjede, at nogle efterfølgende var blevet løsladt. Også Suu Kyis seniorhjælp, Win Htein, blev afhentet, han fortalte i et telefonopkald til BBC, at han blev anholdt for ophidselse, hvilket kan medføre en maksimumsstraf på livstid.
Der var demonstrationer både i nabolandet Thailand (hvor der er mange burmesiske gæstearbejdere) og i Myanmar (hvor man tilkendegav utilfredshed med bilhorn og banken på støjende køkkenredskaber på gaden). Demonstranter var afhængige af Facebook til kommunikation, hvorfor både Facebook og beskedtjenesten WhatsApp blev blokkeret af militærjuntaen. Også Twitter blev blokkeret, hvilket en talsmand fra det sociale medie kommenterede med, at det »underminerer den offentlige samtale og folks ret til at få deres stemmer hørt«. Kommunikationsblokeringerne var en stærk påmindelse om de fremskridt, som nationen er i fare for at miste efter kuppet. Under Myanmars tidligere fem årtier med militærstyre (1962-2010), var landet internationalt isoleret og kommunikation med omverdenen strengt kontrolleret. Telenor Myanmar, en af de større mobiloperatører, bekræftede at have modtaget ordre om, at blokere Twitter og Instagram.
Aung San Suu Kyi blev holdt fanget i sit eget hjem, ie. husarrest, og nægtet adgang til sin advokat. Imens gik omkring 1000 unge demonstranter på gaden i Myanmars største by, Yangon, for at protestere mod militærkuppet, den største protest siden Aung San Suu Kyi blev anholdt. Demonstranterne viftede med røde flag, farven på Aung San Suu Kyis politiske parti NLD (forkortelse for Nationalligaen for demokrati), mens de ifølge nyhedsbureauet AFP råbte, "ned med militærdiktaturet".
En civil ulydighedskampagne startede blandt læger og spredte sig siden til, at inkludere studerende, ungdomsgrupper og nogle arbejdere i både staten og den private sektor. Den 5. februar tilsluttede lærerne sig også til de protesterende. Iført røde bånd og med protestskilte forsamles de i snesevis foran campusbygninger på Yangon University of Education, hvor de brugte trefinger-symbolet fra Hunger Games, der de senere år er den blevet udbredt blandt protester mod autoritært styre i Asien.
Mandag den 8. februar, en uge efter kuppet, voksede en ny protest frem, da oppositionen mod kuppet blev mere og mere dristig. Demonstranterne samledes ved et stort vejkryds i centrum af Yangon og råbte slagord, viste trefingre-symbol og bar plakater med teksten "Afvis militærkuppet" og "Retfærdighed for Myanmar." Begyndende med et par hundrede mennesker talte mængden tusinder i løbet af formiddagen, mens passerende biler tilkendegav solidaritet, ved at tude med hornet. De voksende protester var en skarp påmindelse om den lange og blodige kamp for demokrati igennem årene med militært styre. Nogle mindre grupper brød ud fra hovedprotesten og satte kursen mod den gyldenkuplede Sule-pagode, der tidligere fungerede som et samlingspunkt for politiske protester, især i løbet af det massive 1988-oprør, og igen under et oprør i 2007 ledet af buddhistiske munke. Militæret brugte dødbringende magt til at afslutte begge disse episoder, i 1988 skønnes hundreder, hvis ikke tusinder, at være dræbt. Oprørspolitiet var imidlertid fraværende efter 2021-kuppet, og der var indledningsvis ingen rapporter om sammenstød. Både den 8. og den 9. februar anvendte myndighederne vandkanoner mod demonstranterne, samt tillige gummikugler, hvor en 20-årig kvinde blev alvorligt medtaget, efter at være blevet ramt i hovedet. Hun døde efterfølgende den 19. februar, hospitalslægerne udtalte, at hun var ramt af skarp ammunition.
Demonstrationerne fik tilsyneladende tilslutning fra et bredere udsnit af befolkningen. Den 10. februar anslog øjenvidner, at der onsdag var 100.000 demonstranter på gaderne i Myanmars kommercielle hovedstad, Yangon- Den 22. februar lukkede fabrikker, værksteder og forretninger i forsøg på generalstrejke under sloganet "22222", symboliserende de fem to-taller i datoen (22/2-2021).
Danmarks ambassadør i Myanmar, John Nielsen, fortalte, at man i en "slet skjult truende tone" fik fået besked på ikke at blande sig. »Siden i søndags (28. februar) er det tydeligt, at militæret og politiet har fået lov til at skyde mod demonstranterne,« sagde han ifølge B.T..

### Marts
Ifølge myanmarske NGO menneskerettighedsgruppen Assistance Association for Political Prisoners (AAPP) var mindst 70 demonstranter døde under protesterne og omkring 2000 anholdt, indtil den 12. marts. En rapport fra Amnesty International beskrev, at flere af drabene svarede til henrettelser udført uden om retssystemet.
Søndag den 14. marts eskalerede protesterne, da kinesisk finansierede fabrikker i Hlaingthaya, en af Yangons forstæder, blev sat i brand. Kina betragtes som støtte for militærjuntaen. Hærens Myawadday-TV rapporterede, at sikkerhedsstyrker blev sat ind, efter at fire beklædningsfabrikker og et gødningsanlæg var blevet antændt og omkring 2.000 mennesker havde stoppet brandbiler i, at nå til brandstederne. 22 demonstranter blev dræbt i industrikvarteret. Den kinesiske ambassade sagde, at mange kinesiske medarbejdere var blevet såret og fanget i brandstiftelsesangreb. Ambassaden opfordrede styret til, at træffe yderligere effektive foranstaltninger, for at stoppe alle voldshandlinger, straffe gerningsmændene i overensstemmelse med loven og garantere sikkerheden for kinesiske kinesisk ejendom og personel i Myanmar. I alt blev 39 demonstranter dræbt den dag, ifølge AAPP, der opgjorde de samlede tabstal blandt demonstranter til 126 dræbte og flere end 2.150 anholdelser, hvoraf omkring 300 atter var blevet løsladt. FN opgjorde tabtallene til mindst 138 dræbte "fredelige demonstranter" siden 1. februar (nogle kilder skrev 183), heraf alene 56 i weekenden 13-14. marts. Ifølge kinesiske statsmedier blev 32 Kina-ejede tekstilfabrikker, fordelt over flere områder i Yangon, brændt ned, medførende skader for 37 millioner USD (cirka 227 millioner kroner).
Myndighederne begrænsning af internettjenester, gjorde oplysningerne stadig sværere at kontrollere. Den 19. marts opgjorde AAPP det totale tabstal til mindst 234, og den 23. marts til mindst 261, mens militæret angav tallet til 164. Rettighedsgruppen Red Barnet sagde, at der var flere end 20 børn iblandt de dræbte, blandt andre blev en syvårig pige blev skudt i forbindelse med en husundersøgelse.
Af de flere end 2.000 tilbageholde blev omkring 600 frigivet den 24. marts, mange af dem var universitetsstuderende, samt en journalist fra Associated Press.

### April
På trods af sikkerhedsstyrkernes drab på flere end 550 mennesker siden militærkuppet den 1. februar samles demonstranter hver dag, ofte i små grupper i små byer, for at give udtryk for modstand mod, at en demokratisk valgt regering blev væltet af militæret.
Omkring 120 kendte personer – sangere, skuespillere og modeller – var på en liste over personer militæret enten havde anholdt eller eftersøgte, fordi de havde deltaget i demonstrationer.
I forbindelse med nytårsamnesti (Myanmar fejrer nytår, Thingyan, fra 13. til 16. april) frigav regeringen 23.184 fanger, men deriblandt kun få af de 3.141, der blev arresteret siden kuppet. Blandt de løsladte var 137 udlændinge, der ville blive deporteret. Ifølge ifølge menneskerettighedsgruppen Assistance Association for Political Prisoners (AAPP) eftersøgte militæret stadig 832 personer i forbindelse med protesterne.

### Maj og følgende måneder
Den 2. maj blev der opfordret til en forårsrevolution i Myanmar, da tusindvis af mennesker gik på gaden i både større og mindre byer over det meste af landet. Otte personer blev meldt dræbt under demonstrationerne.
I slutningen af juni begyndte demonstranter, at lave hurtige lyndemonstrationer, hvor de dukker op og hurtigt forsvinder igen, inden politiet kommer.
Den 18. oktober meddelte general Min Aung Hlaing, at i alt 5.636 fanger vil blive frigivet til at markere Thadingyut-festivalen senere i oktober, også kendt som Myanmars Lysfestival, den mest populære højtid efter Myanmars nytårvandsfest. Udmeldingen kom få dage efter, at han var blevet udelukket fra et regionalt ASEAN-topmøde, fordi hans regering ikke havde opfyldt forpligtelserne i en fem-punkt plan, til at standse den blodige krise i landet.
Søndag morgen den 5. december var en mindre demonstration mod militærjuntaen i gang i storbyen Yangon da et militærkøretøj med høj fart kører direkte ind i demonstranterne og dræber fem af dem.

### 2022
På landets nationaldag, torsdag den 17. november, frigav styret 6.000 fængslede personer, blandt andre den australske økonom Sean Turnell, den tidligere rådgiver for Myanmars forhenværende de facto leder Aung San Suu Kyi. Tillige var briten Vicky Bowman, der var ambassadør i Myanmar fra 2002 til 2006, blandt de frigivne. Sean Turnell var anklaget for at have overtrådt lov om statshemmeligheder, og Vicky Bowman var anklaget for overtrædelse af immigrationsloven.

### 2025
Den 4. januar 2025 løslod militærstyret 5.864 fanger, herunder 180 udlændinge, i anledningen af Myanmars uafhængighedsdag. De løsladte fanger udgjorde dog kun en lille procentdel af de politiske fanger, der blev fængslet for at modarbejde militærstyret.

### Dødsdomme
Amnesty International advarede om, at juntadomstole havde afsagt omkring 100 på dødsdomme. Der var dog ikke eksekveret nogen dødsdomme siden 1988 indtil den 25. juli 2022, hvor fire dømte blev henrettet. De var Phyo Zeya Thaw, en tidligere lovgiver fra Aung San Suu Kyis parti, National League for Democracy (NLD), som blev arresteret i november 2021 og dømt til døden i januar for lovovertrædelser i henhold til antiterrorlovgivningen, og demokratiaktivisten, Kyaw Min Yu, også kendt som "Jimmy". Ifølge lokale nyhedsmedier samledes de to mænds familiemedlemmer uden for Rangoons Insein-fængsel, efter nyheden om henrettelserne blev offentliggjort, i håb om at hente deres lig. Yderligere blev to andre mænd, der var dømt til døden for at have dræbt en kvinde, som de påstod var en informant for juntaen, henrettet.

## Militærets forsøg på at begrænse protesterne

### Februar
Militæret forsøgte at slå igen mod vedvarende protester, ved den 13. februar at suspendere flere love, blandt andet at der skal være en dommerkendelse, hvis myndighederne vil tilbageholde en person i mere end et døgn, og tillige love, der handler om at ransage privat ejendom eller overvåge befolkningen. Syv kendte demokratiaktivister, hvoraf flere veteraner fra studenteroprøret i 1988, blev efterlyst sigtet efter en paragraf, der kan give op til to års fængsel. Hæren opfordrede folk til at kontakte politiet, hvis de så de eftersøgte, og advarerde om, at man kunne blive straffet, for at skjule dem.
Militæret øgede sin beslutning om at dæmpe protesterne og flyttede i de tidlige morgentimer den 15. februar tropper ind i strategiske positioner i den kommercielle hovedstad, Yangon, samt tanks og pansrede mandskabsvogne, som forberedelse til at rydde gaderne for demonstranterne og tvinge embedsmænd tilbage til deres arbejde. Vandkanoner var også en del af de konvojer, der patruljerede gaderne. Tidligere BBC World Service nyhedsredaktør og Myanmar-specialist, Larry Jagan, skrev i Bangkok Post, at "Myanmars militær har erklæret krig mod landets borgere". Siden 12. februar begyndte pro-militære aktivister, betalte bøller og løsladte kriminelle, også at hærge, ved at begå tilfældig brandstiftelse, bryde ind i private hjem, udfører røverier, og forårsage generelt hærværk. Det var samme taktik, som hæren brugte i 1988 under de massive pro-demokratiske protester, der fik landet til at gå i stå i flere måneder, før militæret greb til magt, hvilket resulterede i omkring 10.000 dræbte, ifølge tidligere militære efterretningsofficerer.
Lige som i 1988 begyndte protestbevægelsen, at organisere lokale kvartervagter, for at beskytte samfundet. Barrierer blev rejst om natten og bevogtet af frivillige, kun bevæbnet med pinde. Andre slår på gryder og pander, for at udløse alarm i tilfælde af en ubuden gæst eller hændelse. Kvarterets vigilante grupper beskytter folk som læger, fra at blive hentet af myndighederne midt om natten. Det lykkedes for eksempel, at forhindre politiet i, at arrestere rektor ved University of Medicine (dansk: Universitetet for medicinstudie), da masser af tilhængere med gryder og pander slog politiet tilbage. Det var læger, sygeplejersker og sundhedsarbejdere, der startede den civile ulydighedskampagne.
Den 20. februar skød sikkerhedsstyrker med skarpt, for at sprede demonstranter i Mandalay, hvorved to personer mistede liver og mindst fem blev såret. Igen den 28. februar åbnede sikkerhedsstyrker ild og skulle ifølge FNs menneskerettighedskontor have dræbt 18 og såret 30.

### Marts
Den 3. marts blev 38 dræbt af militærets skud, ifølge FN's udsending i Myanmar. Associated Press var ikke i stand til uafhængigt at bekræfte de rapporterede dødsfald, men i Yangon var der 18 døde. I den centrale by Monywa, blev der rapporteret om otte dødsfald. Der var Tre dødsfald i Mandalay, landets næststørste by, og to i Salin, en by i Magwe-regionen. Mawlamyine i landets sydøstlige del, og i Myingyan og i Kalay, begge i det centrale Myanmar, havde alle tre et enkelt dødsfald. Ifølge Amnesty International var der blandt andet blevet sat snigskytter ind, og militæret menes også, at have brugt maskingeværer mod demonstranterne.
Den 14. marts blev yderligere 39 demonstranter dræbt, de fleste i forbindelse med brandstiftelser. Menneskerettighedsgruppen Assistance Association for Political Prisoners (AAPP) opgjorde de samlede tabstal blandt demonstranter til 126 dræbte og flere end 2.150 anholdelser, hvoraf omkring 300 atter var blevet løsladt. Militærjuntaen indførte krigsret i et stort antal områder i Yangon Militære advarede den 26. marts om, at pro-demokrati demonstranter risikerede at blive skudt i hovedet eller ryggen i forbindelse med forventede demonstrationer den 27. marts, hvor Myanmars militær fejrede den årlige "Væbnede styrkers dag" med parade i landets hovedstad. Imens dræbte soldater og politi andre steder snesevis af mennesker i flere end 40 byer, hvor de undertrykte protester i den mest blodige dag siden militærkuppet, med i alt mellem 107 og 114 dræbte.

### April
Den 2. april tog militæret endnu et skridt i kampen mod demonstranterne, da man for den trådløse kommunikation (herunder mobiltelefoner) i landet, hvorved det blev sværere at planlægge og koordinere protester. Myndighederne forsøgte også at gøre Influencere (kendte personer på Internettet) tavse, ved at udstede arrestordre mod dem i henhold til en lov mod opfordring til uenighed i de væbnede styrker, i alt 38 løbet af få dage. Anklagen kan medføre fængsel i op til tre år.
Den 8. april strammede militæret deres informations-blackout med afbrydelæse af fibernetværk, så almindelige mennesker ikke havde adgang til Internet. I nogle områder konfiskeredes tillige parabolantenner, for at begrænse adgang til internationale nyheder.
Ifølge Radio Free Asia blev flere end 60 personer den 9. april "mejet ned" med rifler, granater og maskingeværer da militæret ryddede en barrikade bygget af anti-junta demonstranter i byen Bago i det centrale Myanmar, hvor bunker af lig blev efterladt i pagoder og på skolengrund. Nyhedsbureauet Associated Press rapporterede antallet til mindst 82 ifølge Menneskerettighedsgruppen, Assistance Association for Political Prisoners (AAPP), hvis tal accepteres bredt som meget troværdige, fordi ingen tilføjes på listen, før de er blevet bekræftet med detaljerne offentliggjort på organisationens hjemmeside. Brugen af tunge våben i deres angreb, herunder raketdrevne granater og mortér, kunne ikke kunne bekræftes uafhængigt af Associated Press, men foto fra Bago delt på sociale medier, så ud til at vise fragmenter af mortérskaller.
Efter ASEANs krisemøde i Jakarta, Indonesien, den 24. april med detalgelse af juntachef Min Aung Hlaing (læs mere i afsnittet ASEAN krisemøde 24. april), var der kun været få rapporter om blodsudgydelse. Juntaen sagde i sin første officielle kommentar til mødet, at den ville "nøje overveje konstruktive forslag ... når situationen vender tilbage til stabilitet". Forslagene vil blive "positivt overvejet", hvis de letter juntas egen "køreplan" og "tjener landets interesser", hed det i en erklæring, uden at der blev henvist til detaljer i aftalen.

### Juli
En undersøgelse foretaget af BBC afslørede, at Myanmars militær udførte massedrab i juli, der resulterede i mindst 40 civiles død. Ifølge rapporten samlede soldater landsbyboere i Sagaing-distriktet i det centrale Myanmar og adskilte mænd fra kvinder, før de torturerede og dræbte mændene.

### FN-rapport 2024
Ifølge en rapport i 2024 fra FN, var der beviser for, at regimekritikere systematisk blev tortureret med det formål, at skabe frygt hos den civile befolkning. Efterforskere fra FN-organet IIMM havde samlet vidnesbyrd om og beviser for, at folk havde fået elektrisk stød, fået revet deres negle af og var blevet overhældt med benzin, hvorefter der blev sat ild til dem. I rapporten konkluderedes det også, at fanger fik brækket fingre, blev tvunget til at slå hinanden, og at tilbageholdte personer, herunder børn, blev udsat for seksuelle overgreb.

## Fotos fra protesterne
- 6. februar, demonstranter viser trefinger-symbol i Hledan, Yangon.
- 6. februar, demonstranter viser trefinger-symbol i Hledan, Yangon.
- 6. februar, politi i Hledan, Yangon.
- 6. februar, demonstranter giver blomster og roser til politiet i Hledan, Yangon.
- 6. februar, politifolk med roser i Hledan, Yangon.
- 6. februar, demonstranter i i Hledan, Yangon, på skiltene står: "Skam dig, diktator, vi vil aldrig tilgive dig".
- 8. februar, civil ulydighed i Hledan, Yangon.
- 8. februar, en demonstrant holder et skilt med teksten: "Min ex-kone er slem, men Myanmars militær er værre".
- 8. februar, civil ulydighed, folk banker på pander og potter for at lave støj.
- 9. februar, folk protesterer på hovedvejen i Kyaukse.
- 9. februar, politi blokker adgangen til regeringsbygninger Mandalay.
- 9. februar, protest mod militæret i Hpa-an, Kayin State.
- 9. februar, demonstranter foran sikkerhedsstyrker i Yangon.
Foto: VOA Burma.
- 9. februar, demonstranter og sikkerhedsstyrker i Yangon.
- 10. februar, soldater ved vejspærring foran rådhuset i Yangon.
- 10. februar, LGBT-demonstranter foran rådhuset i Yangon.
- 11. februar, porten til den kinesiske ambassade i Yangon.
- 11. februar, demonstranter foran den kinesiske ambassade med protestskilte, på det midterste står: "Juntaen har taget vor frihed og fængslet vore rettigheder!!! Verden er med os, men Kina er med militærregimet".
- 13. februar, mon-folk demonstrerer i Bago.
- 17. februar, demonstration i Yangons centrum.
- 22. februar, demonstration i Yangons centrum.
- 22. februar, demonstration i Yangons centrum.
- 22. februar, demonstration i Yangons centrum, på banneret står der: "De er ikke længere soldater, de er blevet terrorrister".
- 27. feruar, folk viser trefinger-symbol til politiet i Yangon.
- 28. februar, Mandalay.
- 28. februar, demonstranter med gasmasker i Yangon.
- 28. februar, demonstranter med skjolde bag barrikader i yangon.
- 2. marts, demonstrant-barrikade i Myaynigone, Yangon.
- 3. marts, tidligere parlamentsmedlem, Phyo Zeyar Thaw, taler til folk.
- 3. marts, demonstranter overfor politi i Mandalay.
- 3. marts, sandsække barrikade i Yangon.
- 3. marts, plastikposer med vand, til at slukke tåregasgranater.

## Mediestyring
I dagene efter kuppet forsøgte styret at blokkere adgang til sociale medier på Internettet, der kortvarigt var nede på meget lav kapacitet. Den amerikanske non-profit NGO Freedom on the Net – årsrapport med analytiske rapporter og numeriske vurderinger vedrørende tilstanden af internetfrihed for lande verden over – placerede i 2021-rapporten Myanmar som tredjelavest med et pointtal på 17, øverst lå Island med 96 point og nederst Kina med 0-point i flere af de målte parametre.
En gruppe af verdens største internetfirmaer sluttede sig den 11. februar til protester mod militærets ny IT-regulering, som de mener krænker grundlæggende rettigheder, efter at have modtaget et udkast til ny lovgivning for kommentarer. Lovforslaget gav hidtil usete censurbeføjelse og krænkede privatlivets fred, i strid med demokratiske normer og grundlæggende rettigheder, udtalte Asia Internet Coalition, hvis medlemmer blandt andre inkluderer Amazon, Apple, Facebook og Google.
Den 21. februar slettede Facebook militærets profil, Tatmadaw, på grund af tilskyndelse til vold, efter at to demonstranter blev dræbt, da sikkerhedsstyrker åbnede ild ved en demonstration.
Ni nyhedsmedie-medarbejdere blev tilbageholdt af myndighederne under gadeprotesterne den 27. februar, uden mulighed for løsladelse mod kaution, heriblandt en Associated Press-journalist, Thein Zaw, der blev anholdt, da han fotograferede politiet, hvoraf nogle af dem var bevæbnede. mens de forfulgte demonstranter ned ad en gade. Ifølge den uafhængige Assistance Association for Political Prisoners (dansk: Politiske fangers hjælpesammenslutning) var 38 journalister blevet tilbageholdt, siden militæret tog magten den 1. februar, hvoraf 19 stadig var fængslet den 12. marts. Militærstyret fratog også fem uafhængige medieselskaber deres licens, det oplyste det statslige tv den 8 marts. De fem selskaber – Mizzima, Myanmar Now, 7-Day, Khit Thit Media og Democratic Voice of Burma (DVB) – der mistede retten til at bringe nyheder, havde dækket de seneste ugers protester mod militæret.
BBC meddelte den 22. marts, at deres en journalist fra dets burmesiske sprogtjeneste, Aung Thura, der blev tilbageholdt den 19. marts. mens han rapporterede uden for en domstol i hovedstaden, Naypyidaw, blev løsladt af myndighederne, uden at oplyse detaljer. Også en japansk freelance journalist, der var blevet fængslet på anklager om spredning af falske nyheder, blev frigivet, som en gestus af venskab med Japan.
Den 24. maj blev den amerikanske journalist Danny Fenster, der arbejdede for online nyhedsmediet Frontier Myanmar, anholdt i lufthavnen på vej til USA, for at besøge sin familie. Fenster havde et år tidligere arbejdet for Myanmar Now, der var blandt de nyhedsmedier, hvis licens blev inddraget. USA krævede siden anholdelsen, at journalisten skulle løslades. »Journalistik er ikke en forbrydelse,« sagde en talsmand for det amerikanske udenrigsministerium, inden Fenster den 12. november blev idømt 11 års fængsel for en række lovbrud, deriblandt indvandringslovene og opmuntring til oprør gennem udbredelse af falske oplysninger. USA's tidligere FN-ambassadør, Bill Richardson, sagde til nyhedsbureauet AP, at han for nyligt havde forhandlet sig frem til Fensters løsladelse, da han besøgte landet og holdt møder med repræsentanter for militærjuntaen. Fenster blev løsladt den 15. juni og kunne rejse til USA.
I juni løslod en domstol den amerikanske journalist Nathan Maung, der var blevet arresteret i marts, mens han arbejdede for Kamayut Media, en lokal nyhedsplatform. Anklagerne mod ham blev ophævet, hans sag afvist, og han blev deporteret til USA. En uofficiel opgørelse foretaget af Myanmar-journalister kom frem til, at 88 journalister var blevet anholdt efter militærets magtovertagelse, heraf var 49 atter frigivet pr. 30. juni.

## Konsekvenser af militærkuppet
I midten af maj måned begyndte bankerne at løbe tør for kontanter, som en konsekvens af, at militæret efter kuppet styrede nationens centralbank, der blev ledet af et medlem af juntaen, som havde valgt at tilbageholde nogle af de private bankers pengereserver. Der var lange køer foran bankerne, da landets pengeautomater også var tomme og desuden havde bankansatte strejket, for at protestere mod kuppet, hvorfor bankerne også havde været lukket i flere dage. Yderligere havde junatens gentagne nedlukninger af Internettet medført, at onlinetransaktioner og internationale pengeoverførsler stort set var holdt op med at fungere.
Hundrede dage efter militærkuppet var status, at sundhedsarbejdere, der grundlagde den civile ulydighedsbevægelse mod militærstyret, stoppede med at bemande de offentlige medicinske faciliteter. Mange embedsfolk udeblev fra arbejde sammen med ansatte i offentlige og private banker. Universiteterne var blevet arnesteder for modstand, og i de første uger af maj begyndte skoleundervisningen at kollapse, da både lærere, elever og forældre boykottede statsskolerne. Myanmars generaler opretholdt bare illusion af kontrol, hovedsageligt baseret på militærets delvise succes, med at lukke uafhængige medier og holde gaderne fri for store demonstrationer, ved at bruge dødelig magt, hvor flere end 750 demonstranter og tilskuere var blevet dræbt af sikkerhedsstyrker.

### Coronaviruspandemien
Coronaviruspandemien fik ikke megen opmærksomhed i kølvandet på februars magtovertagelse af militæret, som satte gang i en bølge af protester og voldelige politiske konflikter, der ødelagde det offentlige sundhedssystem. Velgørenhedsgrupper i Myanmar sagde i juli, at antallet af mennesker, der var døde i landets byer, som stod over for en stigning i coronavirus og mangel på ilt til at behandle patienter, steg så hurtigt, at man ikke kan holde trit med begravelsesarrangementer. Det nøjagtige antal kremationer og begravelser blev dog ikke oplyst på byniveau. Selv det at finde nok ambulancer nok, til at transportere de døde til Yangons gravpladser var svært, udtalte flere velgørenhedsarbejdere på betingelse af anonymitet, da militærregeringen rutinemæssigt arresterede kritikere for udsagn, som den enten anså for falske nyheder eller forstyrrelse af den offentlige orden. Regeringen blev beskyldt for at underrapportere COVID-19 tallene. FNs særlige rapportør for menneskerettigheder i Myanmar, Tom Andrews, sagde, at situationen, inklusive deltavarianten, udgjorde en trussel med »et betydeligt tab af menneskeliv«, medmindre det internationale samfund begyndte at yde nødhjælp.
Allerede inden militærkuppet var epidemien ude af kontrol og spredte sig med illegale gæstearbejdere til Thailand, hvor det resulterede i nationens 2. bølge.

### FN-rapport om fordrevne, torturerede og dræbte børn
Myanmars militær har angrebet, lemlæstet og dræbt børn over hele landet, ifølge en FN-rapport, der blev offentliggjort den 14. juni 2022. Rapporten afslørede, at mindst 250.000 børn blev fordrevet på grund af konflikten, yderligere 382 børn var blevet lemlæstet eller dræbt siden militærkuppet den 1. februar 2021. Meget af volden skyldtes luftangreb fra jagerfly eller beskydning fra jorden af juntaens styrker, også kendt under navnet Tatmadaw. FN-rapporten afslørede endvidere, at Tatmadaw-styrker havde tortureret mindst 142 børn, der var blevet slået, skåret, stukket, brændt med cigaretter og frataget mad og vand. Over 1.400 børn var blevet vilkårligt tilbageholdt, mens 61 var blevet holdt som gidsler og mindst 16 var blevet dræbt.

### Økonomi
Økonomien gik i stå siden kuppet, hvilket stoppede et årti med både politiske og økonomiske reformer. Efter stigende inflationen i midten af 2022, hvor Myanmars valuta kyat kom under pres, beordrede regeringen den 18. juli, at alle virksomheder med op til 35 procent udenlandsk ejerskab, at konvertere udenlandsk valuta til den lokale valuta inden samme dag klokken 18. "Ikke nærmere specificeret handling vil blive truffet mod enhver, der ikke følger reglerne", lød det i regeringens meddelelse.

## Flygtninge fra militærkuppet

### 2021
Den 4. marts tilbageholdt politi i Indiens nordøstlige delstat Mizoram tre politifolk fra Myanmar, der søgte tilflugt efter, at de nægtede at adlyde nogle ordrer. Indien er hjemsted for tusinder af flygtninge fra Myanmar, der er spredt over forskellige stater. Ud over de tre politifolk, der straks fik hjælp af de lokale myndigheder, som blandt andet undersøgte deres helbredstilstand, for eksempel om de var smittet ved coronavirus, kom søgte yderligere 16 lavtrangerende politimænd asyl på grund af militærets rolle i Myanmar, de ankom alle uden deres våben.
Myndighederne i Myanmar anmodede Indien om at returnere de politiofficerer, der havde søgt tilflugt der. Ifølge Reuters og den thailandske avis Khaosod English den 6. marts, havde omkring 30 politifolk og deres familier søgt over grænsen.
I sidste halvdel af marts begyndte folk at flygte fra militærets hårdhændede indsat i Yangon og søge tilflugt i landdistrikter. I Thailands Tak-provins på grænsen til Myanmar sagde myndighederne, at de kunne modtage mellem 30.000 og 50.000 mennesker, i forvejen lever omkring 90.000 burmesiske flygtninge i provinsen. I begyndelsen af maj måned havde det thailandske militær har ydet husly og humanitær hjælp til flere end 2.200 mennesker, der var flygtet fra fjendtlighederne.
Den 11. maj sagde politiet i Chiang Mai, at man den 9. maj havde anholdt tre journalister og to aktivister fra Myanmar for ulovlig indrejse. De risikerer mulig udvisning, men deres liv vil være i alvorlig fare, hvis de sendes tilbage. Først blev de dog sat i 14 dages karantæne på grund af coronaviruspandemien, mens udenrigsministeriet forsøger ar finde en udvej. Thai Journalist Association (forkortet: TJA, dansk: Thailands Journalistforbund) udsendte en erklæring, hvori de bad myndighederne om, at opretholde humanitære principper og sikkerhed for de fem medarbejdere fra Democratic Voice of Burma (forkortet: DVB, dansk: Burmas Demokratiske Stemme). Den 28. maj idømte en domstol i Chiang Mai hver af de tre journalister en betinget dom på syv måneders fængsel samt en bøde på 4.000 baht (cirka 800 kroner), for ulovligt indtrængen i Thailand, uden at benytte en officiel grænseovergang. Forsvarerne sagde, at der ikke kun skulle tages hensyn til thailandsk lov, men også internationale principper for at beskytte folk, der flygter for deres liv. Flere menneskerettighedsgrupper havde opfordret til øjeblikkelig løsladelse, herunder Amnesty International. De tre journalister blev sendt videre til tredjeland, hvor de kom i sikkerhed.
Efter nye kampe i Myanmars østlige Kayah-region (Karen-staten) var mere end 100.000 mennesker ifølge FN drevet på flugt fra deres hjem. Regionen havde igennem længere tid været plaget af kampe mellem Myanmars militær og etniske minoriteters oprørsgrupper, hvor der Ifølge FN fandt "vilkårlige angreb sted fra sikkerhedsstyrker" i civile områder, hvilket dels medførte akut mangel på mad og vand, og tillige tvang folk til at søge sikkerhed på den anden side af internationale grænser. Thailand frygtede en bølge af flygtninge og udtrykte bekymring over kampene. Fotos taget den 6. juni af Reuters viste en røgfane over Karen-byen Mobye, som anti-junta-militser blev tvunget til at flygte fra, efter at hæren brugte tunge våben.
I oktober opgjorde FN, at flere end 230.000 civile var blevet tvangsflyttet og der i alt var over en halv million flygtninge fra militærkuppet. I en pressemeddelelse den 19. oktober sagde FN, at konflikt, mangel på mad, usikkerhed og COVID-19 havde efterladt omkring tre millioner med akut behov for livredende hjælp og beskyttelse. USA og Thailand overvejer i fællesskab at yde humanitær bistand til Myanmar via grænsen mod Thailand, da mange bilaterale donorer, herunder
USA, er tilbageholdende med at levere bistand gennem kanaler kontrolleret af militærjuntaen.
I midten af december krydsede flere end 2.500 flygtninge, heraf knap 800 børn, grænsen til Thailand efter intensiverede mortér-artilleri kampe mellem Myanmars militær og People's Defense Forces i Karen-staten. Konflikter mellem militæret og lokale etniske grupper var vokset i intensitet i begyndelsen af måneden, hvor mindst 4.000 mennesker blev fordrevet efter voldsomme kampe opstod. Soldater, grænsepoliti og frivillige stod vagt langs den thailandske grænse ved siden af slagmarken, hvor de bragte flygtninge i sikkerhed og efterfølgende midlertidig indkvartering på en skole i Mae Sot-distriktet i Tak, mens 77 vendte tilbage til Myanmar. Da kamphandlingerne var stilnet af få dage senere, vendte cirka 600 af i alt 2.686 etniske karen-flygtninge tilbage (divergerende talangivelser i nyhederne, 600 synes mest korrekt), mens omkring 2.000 blev i Thailand. Premierminister Prayuth Chan-ocha bad den 20. december lokale embedsfolk på den thailandske side af grænsen, om at yde humanitær hjælp og beskyttelse til de skønnede 4.000 flygtninge, hvoraf 1,500 stadig befandt på Myanmar-siden af grænsen under barske forhold, afskåret fra sundhedshjælp og fødevarer. De af dem, der var smittet med COVID-19, blev isoleret og sendt til behandling på hospital, mens alle andre, der søgte tilflugt, blev sendt i ly i Mae Tao- og Mahawan-underdistrikter. Embedsfolkene forventede, at flere burmesere, for det meste af den etniske Karen-stamme, ville flygte ind i Thailand, da mange var blevet set i ly i skove nær Mae Ku-underdistrikt.
Klokken 15 om eftermiddagen den 16. december ramte en mortérrunde den thailandske side. De thailandske styrker advarede militærjuntaen i Myanmar om vildfarne mortérgranater med, at "sådanne handlinger mod Thailands suverænitet vil blive gengældt". USA overvejede nye tiltag, for at presse militærjuntaen til at vende tilbage til en "demokratisk bane", udtalte udenrigsminister Antony Blinken den 15. december, da "der er voksende bekymring over den eskalerende indsats mod dissens".
Efter yderligere mindst to artilleri- og luftangreb fra Myanmars væbnede styrker den 23. december mod et oprørskontrolleret område nær den thailandske grænse, sagde oprørsgruppen den 24. december, at den eskalerende vold, havde sendt hundredvis på flugt ind i Thailand. Antallet af flygtninge, som havde krydset grænsen, blev anslået til 10.000. Omkring 3200 karen-flygtningene blev den 24. december flyttet længere væk for grænsen til et mere rummeligt beskyttelsessted med bedre faciliteter, i stedet for den skole, der blev anvendt til formålet i grænseområdet. Thailandske sikkerhedsstyrker sagde, at flere runder af 81 mm og 60 mm morterer landede på et åbent felt på den thailandske side af grænsen, hvilket fik thailandske styrker til at reagere med røggranater, for at advare de stridende fraktioner i Myanmar om, at deres ammunition krydsede grænsen. Guvernøren i Tak-provinsen opgjorde, at 5.358 landsbyboere fra Myanmar havde krydset Moei-floden den 26. december for at søge tilflugt i Thailand.

### 2022
Omkring begyndelsen af februar 2022 vendte tusindvis af flygtninge tilbage fra Thailand til Myanmar, da levevilkårene på den thailandske side af grænsen var for vanskelige, og deres bosættelser blev angiveligt demonteret af det thailandske militær. Mange af flygtningene var fra Lay Kay Kaw, en by nær den thailandske grænse i Karén-staten.
I juli søgte omkring 250 karénere beskyttelse på den thailandske side efter et Myanmar fly bombede to landsbyer den 2. juli, hvor tre blev dræbt – herunder en person med thailandsk identifikationskort – og yderligere tre såret. Et MIG-29 jagerfly havde forvildet sig ind i thailandsk luftrum den 30. juni, hvilket
Myanmars militærregering tilbød en undskyldning for. Det blev meldt om intense kampe på grænsen til den thailandske provins Tak, hvor skolebørn blev trænet til i søge dækning i tilfælde af luftangreb. Den mere end 2.400 kilometer lange grænse mellem Thailand og Myanmar er det sidste tilflugtssted for folk, der flygter fra vold og militære angreb. Hvis Myanamars militær - ofte benævnt som Tatmadaw - kan bruge thailandsk luftrum langs grænsen til bombetogter og jordangreb, vil der ikke være nogen steder at søge sikkerhed for civile. Kritikere nævner, at "de humanitære konsekvenser vidtrækkende" og kritiserer Thailands "militære bånd med Tatmadaw". Thailands premierminister, Prayut Chan-ocha, luftvåbenchefen og RTAF-talsmanden (RTAF = Royal Thai Air Force) afviste alle Myanmars luftindtrængen som værende "ikke noget stort" (no big deal).

### 2023
Kampe mellem regeringstropper og Karen-minoritetsgrupper i grænseområdet blussede op igen i april 2023, hvor i alt knap 4.000 havde taget tilflugt i 10 midlertidige lejre i Tak-provinsen. Flygtningene blev kort efter sendt tilbage af den thailandske hær. Den frivillige hjemsendelse af flygtningene fra et midlertidigt krisecenter afsluttede hærens mission om, at sørge for sikkerhed og sikkert tilflugtssted for mere end 12.000 flygtninge, der havde været indkvarteret i 15 midlertidige krisecentre i Mae Sot- og Mae Ramat-distrikterne i Tak, tæt på grænsen til Myanmar.
Menneskerettighedsgrupper og oppositionspolitikere i Thailand kritiserer regeringen for at tvangsdeportere tre mænd, der angiveligt var medlemmer af en modstandsbevægelse. De tre mænd blev anholdt den 31. marts ved en thailandsk vejkontrol og sendt tilbage til Myanmar den 4. april. Kritikere mente, at handlingen krænkede universelle menneskerettighedsprincipper, såvel som Thailands egen politik, da de tre sandsynligvis var i fare som følge af deres anti-regeringsaktiviteter.
Konflikten i Karen-staten førte til en ny bølge af flygtninge, der søgte ly i Thailand. De thailandske myndigheder oplyste i juni, at de havde reddet 3.342 flygtninge, der krydsede grænsen. i Slutningen af juli havde de thailandske myndigheder opgjort, at 9.064 flygtninge søgte ly og fik midlertidig hjælp i Mae Hong Son-provinsen.

## Angreb på regeringsmodstandere
Regeringshæren blev anklaget for at have dræbt op mod 100 mennesker den 11. april, da et kampfly bombede en landsby i den nordvestlige Sagaing-region, hvor et stort antal tilhængere af oppositionen var samlet, for at fejre åbningen af et partikontor. En halv time senere blev det samme område beskudt af helikoptere. Ifølge øjenvidner var mange af de dræbte børn. Ofrene var så ilde tilredt, at det præcise dødstal var svært at opgøre.

## Etniske minoriteter
Etniske minoriteter udgør omkring 40 procent af Myanmars 52 millioner indbyggere. Centralregeringen og den militære ledelse har derimod længe været domineret af landets etniske bamar-flertal. Siden uafhængigheden fra Storbritannien i 1948 har flere end et dusin etniske grupper søgt autonomi, hvoraf nogle opretholder deres egne uafhængige hære, for eksempel karénerne. Det har sat disse etniske grupper i strid med Myanmars ultranationalistiske generaler, der længe har set enhver afståelse af territorium – især grænseområder, der ofte er rige på naturressourcer – som ensbetydende med forræderi, hvorfor militæret har bekæmpet oprørshærene, der har dog lejlighedsvis været perioder med våbenhvile.
Voldshandlinger har medført beskyldninger om misbrug, såsom vilkårlig beskatning af civile og tvungen militær rekruttering. Ifølge FN har myndighederne fordrevet omkring 239.000 mennesker siden 2011, et tal, der dog ikke inkluderer de over 800.000 Rohingyaer, der flygtede til Bangladesh, for at undslippe en militær kampagne, som ifølge FN var etnisk udrensning. Humanitær bistand til civile i grænseområderne – der allerede var besværliggjort af Coronaviruspandemien – har været vanskelig siden militærkuppet.
USA udtrykte bekymring om øgede militæroperationer i dele af Myanmar, inklusive Chin-staten, hvor 164 huse og to kirker blev ødelagt i først en artillerioffensiv den 29. oktober 2021 og efterfølgende sat i brand af soldater. Nyhedsportalen DVB nævnte, at 270 huse var blevet afbrændt. Chin-folket er overvejende kristne og en af de mest forfulgte minoritetsgrupper i Myanmar, ifølge BBC.
I oktober 2022 blev en koncert i landsbyen Aung Bar Lay afholdt af etniske minoriteter, der var i konflikt med militæret, angrebet af tre fly. Mindst 50 personer er omkom ved angrebet, både civile, lokale musikere og medlemmer af en væbnet oprørsgruppe. Flere vestlige ambassader og FN fordømte angrebet.

## Overgreb mod Karen-mindretallet
I de sydøstlige område af Myanmar var hæren allerede inden kuppet i gang med at fordrive omkring 8.000 etniske karéner i hvad nødhjælpsgrupper omtalte, som den værste omvæltning i næsten 10 år. Karenerne er blandt flere end et dusin etniske grupper, der har søgt større autonomi fra centralregeringen, siden Burma (Myanmars tidligere navn), blev uafhængig af Storbritannien i 1948. Karenernes egen væbnede styrke, Karen National Liberation Army, kæmpede tilbage, som gengæld mod hæren øgede angreb på landsbyer. De fordrevne folk opholder sig i junglen med frygt for både helbred og sikkerhed, uden udsigt til kunne vende tilbage.
I weekenden 26.-27. marts udførte Myanmars hær luftangreb mod Karen-mindretallet fem steder i Mutraw-området, hvilket medførte cirka 3.000 karenere flygtede mod Thailand. Aktivistgrupper påstod, at Thailands grænsemilitær havde nægtet omkring 2.000 flygtningene adgang og tvunget dem tilbage i Myanmar, hvilket de thailandske myndigheder benægtede, flygtningene var på et sikkert sted tæt på grænsen. 1.871 af dem, 912 mænd og 959 kvinder, havde krydset grænsen og søgt tilflugt i Salawin-nationalparken. Guvernøren i Mae Hong Son-provinsen sagde, at tropper fra Naresuan Task Force, som er ansvarlig for sikkerheden i provinsens grænseområder, var blevet indsat for at passe de flygtende Karénere. De fleste af Karénerne var vendt tilbage til Myanmar, mens de få resterende forventes at vende om i løbet af få dage. Provinsen ville hjælpe fordrevne Karénere, hvis kampene inde i Myanmar blev intensiveret og kom til at udgøre en trussel mod dem. Syv sårede personer blev bragt til hospital i Thailand. Der blev oprettet fem-seks modtage centre langs grænsen, til at imødegår en eventuel flygtningestrøm. En problem med flygtninge var blandt andet frygt for spredning af COVID-19, som Thailand have fået under kontrol, mens der ikke længere blev overholdt forholdsregler i Myanmar. Menneskerettighedsgruppen Human Rights Watch forventede, at Thailand ville give en form for hjælp til flygtninge, men frygtede, at de derefter blev sendt tilbage over grænsen til Myanmar.
Den thailandske avis, Bangkok Post rapporterede om, at kampe brød ud sent om aftenen den 24. april i Phyatonezu-byområdet ved grænsen til Kanchanaburi-provinsen. Skudvekslingen, der begyndte omkring klokken 22.30, var med granateksplosioner mellem soldater fra Myanmars 32. Infanteribataljon og en væbnet styrke, der var imod militærregimet. Der var ingen rapporter om tilskadekomne. Kampene foregik samtidig med, at ASEANs ledere holdt krisemøde om militærkuppet i Myanmar i Indonesiens hovedstad, Jakarta. Karen National Union (forkortet KNU), Myanmars ældste oprørsstyrke, sagde, at den havde erobret en militærlejr på den vestlige bred af Salween-floden, som danner grænsen til Thailand. Myanmars militær slog senere tilbage med to dages luftangreb mod oprørerne, hvor 68 flygtninge krydsede grænsen til Thailand om morgenen den 28. april. Der var ingen rapporter om tab, men 450 thailandske landsbyboere blev flyttet væk fra grænsen af hensyn til deres til sikkerhed. Omkring 24.000 mennesker opholdt sig i junglen nær den thailandske grænse, efter at have været fordrevet i løbet af de seneste uger.
Den 25. december fandt Karenni Human Rights Group-medlemmer de forkullede lig af mindst 30 civile, inklusive kvinder og børn, dræbt og brændt nær landsbyen Mo So omkring 70 kilometer vest for grænsen til Thailand.. Fotografier fra Karenni Nationalities Defense Force (KNDF) viste de forkullede lig af flere end 30 mennesker i tre udbrændte køretøjer, som angiveligt blev skudt af regeringstropper, da de flygtede fra kamphandlingerne. Oplysningerne kunne ikke uafhængigt verificeres. Den internationale nødhjælpsgruppe Red Barnet sagde, at to af dens ansatte var savnet i massakren. Den amerikanske ambassade i Myanmar oplyste, at den var rystet over det "barbariske angreb i Karen-staten, der dræbte mindst 35 civile, inklusive kvinder og børn." Der var flere rapporter om andre drab af civile, heriblandt børn, der blev arresteret af hæren, bundet og skudt i hovedet. Andre omtalte kroppe som var blevet bundet og brændt til ukendelighed, ved siden af lå og børns og kvinders tøj sammen med medicin og mad.
I marts 2022 foretog regeringsstyrker hårde bombeangreb i Karen-staten, angreb der blev omtalt som de værste i Myanmar siden WWII. De var en eskalering af vedvarende angreb på civile mål i det østlige del af landet. Organisationen Human Rights Watch anså angrebene som krigsforbrydelser.
(Se også afsnittet Flygtninge fra militærkuppet.)

## Karenhæren i modangreb i 2024
I begyndelsen af april 2024 angreb Karen National Union (forkortet KNU), Myanmars ældste oprørsstyrke, den største regeringskontrollerede militærlejr ved Myawaddy, beliggende ved Mae Sot grænseovergangen, Thai–Myanmar Friendship Bridge, til den thailandske Tak-provins. Myanmars regering anmodede den thailandske regering den 7. april om tilladelse til, at dets fly kunne lande i en lufthavn i Tak-provinsen, for at hente dets højtstående flygtende militærofficerer. Hvis tilladelse blev givet, drejede det sig om 617 myanmarske statsborgere, herunder 67 militærofficerer, 410 underofficerer og 81 familiemedlemmer, der alle ventede ved grænsebroen.
Evakueringsanmodningen fulgte efter ugers kampe mellem regimet og KNU. Det samlede antal ofre var ukendt, men rapporter og billeder på sociale medier tydede på, at regimets styrker havde lidt store tab de forudgående uger, selvom militæret havde optrappet sine luftangreb, hvilke bragte det samlede antal fordrevne civile i Karen Staten op på 700.000 ifølge KNU. Det thailandske oppositionsparti, Move Parward protesterede mod at evakuere militærpersonel, hvortil viceudenrigsminister, Jakkapong Sangmanee, svarede, at evakueringen var en "normal" diplomatisk anmodning, der drejede sig om civile, og ikke soldater eller våben. Et fly fra regeringsejede Myanmar National Airlines blev fotograferet i Mae Sots lufthavn om aftenen, det lettede senere. Ifølge thailandske medier var der ingen myanmarske statsborgere i lufthavnen på det tidspunkt. Ifølge det japanske nyhedsmedie, Nikkei Asia, lettede flyet med en lille gruppe af Myanmar-regimets embedsmænd samt dokumenter og, hvad en embedsmand beskrev som "følsom last", om bord. "Følsom last" mentes at omfatte kontante aktiver fra statens bankfilialer i Myawaddy. Andre billeder offentliggjort søndag aften viste biler fyldt med passagerer og bagage, der bevægede sig over en grænsebroen.
En talsmand for udenrigsministeriet sagde, at Myanmars ambassadør i Bangkok indsendte anmodning til udenrigsministeriet og bad om tilladelse til, at tre kommercielle flyvninger landede i Mae Sot, den første den 7. april og en hver følgende to dage, for at hente Myanmars regerings embedsmænd og deres ejendele. Tilladelse er blevet givet af humanitære årsager, men der var kun én kommerciel flyvning den 7. april, de resterende to flyvninger blev senere aflyst. En talsmand for KNU udtalte, at omkring 200 flygtende juntasoldater havde samlet sig ved en grænseovergang til Thailand den 10. april. En lokal nyhedskilde rapporterede, at thailandske myndigheder og soldaterne var i samtale om mulig asyl. KNU havde tidligere hævdet, at angrebet på juntalejren nær Myawaddy resulterede i, at omkring 600 sikkerhedspersonel og deres familier overgav sig.
Vedvarende kamphandlinger mellem militæret og Karen-hæren medførte, at omkring 2.000 civile søgte tilflugt i Thailand den 20.-21. april.

## Rebeller rykker frem i vest
I slutningen af 2024 rykkede rebeller fra Arakan Army frem i det vestlige Myanmar og indtog den 17. december, efter to ugers kamp, et af regeringshærens hoverkvarterer, dem vestlige kommando i Ann-bydelen i Rakhine-staten. Rakhine var blevet et vigtigt omdrejningspunkt i nationens nu landsdækkende borgerkrig. Arakan-hærens erobring af et strategisk vigtigt regionalt hærhovedkvarter kan bringe den tættere på, at erobre kontrollen over hele staten.
Det tilsyneladende fald i militærets vestlige kommandohovedkvarter blev det seneste i rækken af betydelige tilbageslag for militærregeringen, der begyndte for mere end et år siden, da en oprørsalliance inklusive Arakan-hæren erobrede militærbaser, kommandocentre og strategiske byer langs den kinesiske grænse i Shan-staten i det nordøstlige Myanmar.
Regeringshæren har i alt 14 vigtige regionale kommandoer fordelt over hele landet. I august lykkedes Myanmar National Democratic Alliance Army, en anden styrke i oprørsalliancen, at beslaglægge et regionalt kommandohovedkvarter i byen Lashio i nordøst.

## Jordskælv i 2025
Den 28. marts 2025 klokken 13:20 lokal tid skete et voldsomt Jordskælv på 8,2 på Richterskalaen og 7,7 på Momentmagnitude-skalaen (MMS), i 10 kilometers dybde nordøst for Mandalay, med epicenter omkring 21 kilometer nordøst for landets hovedstad, Naypyidaw. Kort efter fulgte et kraftigt efterskælv på 7,1 (Richter). I alt fulgte 77 efterskælv frem til formiddag den 29. marts.
På grund af militærkuppet i 2021 og sparsomme adgang til nyhedsmedier, som kontrolleres af militærjuntaen, var nyhedsmængden fra Myanmar begrænset. Senere udsendte styret en appel for international nødhjælp og erklærede undtagelsestilstand. Ifølge USA's Geologiske Undersøgelse (USGS) var der risiko for mange døde i det voldsomme jordskælv. Noget kan tydede på, at der var store problemer med pladsen på sygehusene i Myanmar, hvor billeder viste, hvordan mange modtog behandling på gaden. Ava-broen over Irrawaddy-floden i Mandalay faldt også delvis sammen.
Antallet af omkomne voksede hastigt og var to dage senere, den 30. marts, oppe på flere end 1.600 omkomne og over 3.400 tilskadekomne. Desuden var utallige andre begravet under ruinerne af sammenstyrtede bygninger. Eftersøgningen af overlevende blev primært blevet udført af lokale beboere uden hjælp af tungt udstyr. Flytning af murbrokker skete med håndkraft og skovle i 41 graders varme. Med Mandalay lufthavnen beskadiget og kontroltårnet væltet i hovedstaden Naypyidaw lufthavn, var alle kommercielle flyvninger til byerne blevet afbrudt. Med udbredte telekommunikationssvigt kom der ikke detaljer om omfanget af katastrofen ud fra andre områder, end de vigtigste byområder Mandalay og Naypyidaw.
Allerede den 28. marts opfordrede landets leder, general Min Aung Hlaing, "ethvert land" om at yde hjælp og donationer som følge af jordskælvet. Han sagde, at han har åbnet ruter til international støtte og har taget imod tilbud om hjælp fra Indien og den sydøstasiatiske samarbejdsorganisation ASEAN. Fra hele verden, blandt andre FN og USA er kom der erklæringer om hjælp.
Trods jordskælvet foretog militærstyret bare tre timer senere luftangreb mod byen Naungcho, hvor syv personer blev dræbt i angrebet. Folkets Forsvarsstyrker, der er en del af skyggeregeringen i Myanmar, oplyste den 30. marts, at de stoppede kampene i to uger. Den 2. april annoncerede militærjuntaen dog en midlertidig våbenhvile, der gælder for militærets kampe mod bevæbnede modstandere i hele landet, fra den 2. til 22. april.
Tabstal i alt pr. 9. april: 5.352 dræbte og 7.104 tilskadekomne samt 538 personer er savnede.

## Evakuering af udlændinge
USA beordrede den 30. marts 2021 hjemsendelse af alle ikke-beredskabsfulde amerikanske statsansatte og deres familiemedlemmer. Også de omkring 40 danskere, der stadig befandt sig i Myanmar, blev af den danske ambassade blevet opfordret til at forlade landet, mens der endnu var kommercielle flyforbindelser. Royal Thai Air Force blev beordret til, at forberede en flåde af transportfly klar til afgang, i tilfælde af, at thailandske borgere skulle bringes hjem.

## Reaktioner på statskuppet
Formanden for ASEAN (Association of Southeast Asian Nations) malajsisk parlamentariker for menneskerettigheder, Charles Santiago, sagde, at anklagerne mod Suu Kyi var latterlige. USA meddelte, at man overvejede mulige sanktioner, hvilket præsident Joe Biden drøftede med ledere af Sydkorea og Australien.
New Zealand var et af de første lande til at reagere, ved at suspendere al militær og højtstående politisk kontakt med Myanmar, samt at enhver New Zealandsk bistand ikke skulle komme en militær-regering til gode.
Præsident Joe Biden meddelte den 10. februar, at USA ville sanktionere Burmas militære ledere, herunder forhindre generalerne adgang til den milliard dollars fra burmesiske statsmidler, der er deponeret i amerikanske banker. USA og Storbritannien anerkender ikke navnet Myanmar, der blev introduceret af en militærjunta i 1989, de bruger stadig landets tidligere navn, Burma.
Den 16. februar afviste Kina rygter, der florerede på sociale medier om, at Kina stod bag militærkuppet. Militæret anklagede også Aung San Suu Kyi efter en lov, der var blevet brugt til at retsforfølge overtrædelser af koronavirusrestriktioner med en straframme på op til tre års fængsel, fortalte hendes advokat, Khin Maung Zaw, til journalister efter møde med en dommer. Den britiske premierminister, Boris Johnson, udsendte en stærk fordømmelse af den ny juridiske manøvre mod Suu Kyi. »Nye anklager mod Aung San Suu Kyi, der er fremstillet af Myanmars militær, er en klar krænkelse af hendes menneskerettigheder,« twittede han.
Myanmars FN-ambassadør, Kyaw Moe Tun, sagde den 25. februar i FN's generalforsamling, at han talte på vegne af Aung San Suu Kyis regering og opfordrede De Forenede Nationer til at bruge "alle nødvendige midler", til at stoppe militærkuppet. Militærjuntaten afskedigede straks Kyaw Moe Tun for at forråde landet. Tun sagde efterfølgende, at han havde besluttet, at kæmpe tilbage så længe han kan. Også Myanmars ambassadør i Storbritannien, Kyaw Zwar Minn, lagde afstand til militæret, hvilket medførte, at viceambassadør, Chit Win, den 7. april tog kontrol over ambassaden på vegne af Myanmars militær og låste ambassadøren ude af ambassaden i London med begrundelsen, at han ikke længere var repræsentant for sit land. Han tog kontakt til det britiske udenrigsministerium om situationen, men måtte overnatte i sin bil, der var parkeret i nærheden.
EU suspenderede den 4. marts sin støtte til udviklingsprojekter i Myanmar, for at undgå at yde økonomisk bistand til militæret. De seneste år udgjorde støtten mere end 200 millioner euro (knap 1,5 milliarder DKK) i separate programmer, der typisk løber over fire år.
USA og dets allierede, Australien, Indien og Japan, lovede den 12. marts, at arbejde sammen for at genoprette demokratiet i Myanmar, efter flere end 70 demonstranter var blevet dræbt af myndighederne. Biden-administrationen indførte tillige midlertidigt deportations-stop og hjælp til arbejdstilladelser for Myanmar-borgere USA. Afgørelsen betød, at de omkring 1.600 burmesere (USA anerkender ikke navnet Myanmar), der allerede var i USA, inklusive diplomater, der havde brudt militærjuntaen, ville være berettiget til midlertidig beskyttelses-status i 18 måneder.
FN's generalsekretær Antonio Guterres fordømte den 18. marts militærets fortsatte brutale vold, et »fast, samlet internationalt svar« var presserende nødvendigt, sagde han. USA's Repræsentanternes Hus godkendte lovgivning, der fordømte kuppet og afviste den stadig hårdere taktik, der blev brugt til at undertrykke demonstrationerne.
Efter soldater og politi dræbte flere end 100 civile den 27. marts skrev EUs Myanmar-delegation på Twitter, at »drab på ubevæbnede civile, herunder børn, er uforsvarlige handlinger«. USA's ambassadør, Thomas Vajda, udtalte, at »sikkerhedsstyrker myrder ubevæbnede civile, dette er ikke en professionel militær eller politistyrkes handlinger«. Militærchefer fra et dusin lande – blandt andre USA, Storbritannien og Japan – gik sammen om en fælles udtalelse, hvor de fordømte Myanmars militær: »Et professionelt militær følger internationale standarder for adfærd og er ansvarligt for at beskytte – ikke skade – folket, det tjener.« Også FN og USA fordømte drabene, udenrigsminister, Antony Blinken, udtalte, at Burmas militær har vist sin villighed til at "ofre folkets liv for at tjene de få". USA indførte tillige handelssanktioner, hvor man suspenderede en handels- og investeringsaftale med Myanmar, indtil den demokratisk valgte regering bliver genindsat.
Myanmar bad om at sende en ny ambassadør til FN, men det afviste de 193 medlemslande den 6. december, hvor de blev enige om at udskyde en beslutning i sagen. Det medførte, at den nuværende FN-ambassadør for Myanmar indtil videre bliver siddende. Han er udpeget af og loyal over for regeringen, der blev væltet ved militærkuppet.
Den 30. december sagde EU's udenrigschef, Josep Borell, at der var fuld opbakning i EU om en international våbenembargo mod Myanmar samt en skærpelse af de nuværende sanktioner, som en reaktion på massakren den 24. december, hvor Myanmars militær dræbte over 30 personer og brændte deres lig (Se afsnittet Overgreb mod Karen-mindretallet.) Danmarks udenrigsminister, Jeppe Kofod, fordømte også massakren og bekræftede, at Danmark, sammen med den Europæiske Union, var klar til at indføre sanktioner mod militærregimet.
Den 21. december 2022 vedtog FN's Sikkerhedsråd en resolution i enighed med opfordring til militærstyret i Myanmar om, at løslade Aung San Suu Kyi og øvrige politiske fanger og stoppe volden. Den 30. december kritiserede EU og USA militærstyret i forbindelse med dagens dom på yderligere syv års fængsel til Aung San Suu Kyi, hvormed hun samlet blev dømt til 33 års fængsel. »Disse retssager sker uden nogen respekt for retsprocessen og er et klart forsøg på at udelukke demokratisk valgte ledere fra det politiske liv,« udtalte en EU-talsmand ifølge AFP.

## Myanmar og ASEAN
Myanmar er siden 1998 medlem af frihandels-sammenslutningen ASEAN (Association of Southeast Asian Nations), stiftet i 1967. Sammenslutningen kan sammenlignes med det tidligere europæiske EF, forløberen for EU.
Da Myanmar kom med i ASEAN, kunne de vestlige lande, og især EU og USA, ikke forstå, hvorfor en sådan pariah-stat (en stat udstødt af det internationale samfund) skulle beskyttes, ved at blive optaget som frihandelsmedlem. På det tidpunkt var Myanmar under militærdiktatur, og mange andre lande indførte alle mulige sanktioner, med det formål at isolere og straffe regimet så hårdt som muligt. Det viste sig imidlertid, at det var Myanmars befolkning, der led, såvel som landets tilbagestående økonomi. Lederne af militæret, kaldt Tatmadaw, blev ikke berørt af sanktionerne. Efter Myanmar kom med i ASEAN, og især siden 2011 havde staten bevæget sig mod et fuldt fungerende demokrati, med en moderat fri presse og tiltrukket udenlandske investeringer.
Militærkuppet den 1. februar var et chok for alle ASEAN-kolleger, ikke mindst fordi erindringen om Tatmadaws mørke dage, stadig var frisk. Seniorgeneral Min Aung Hlaing havde ellers vist sin politiske dygtighed som en militærleder, der var blevet forvandlet til en demokratisk spiller, der havde vundet støtte fra Vesten. Tatmadaw kunne imidlertid ikke give slip på militærets krav i forhold til den civile regering, hvilket til sidst førte til de facto-kuppet, som der overhovedet ingen reel begrundelse var for. Formanden for ASEAN, malajsisk parlamentariker for menneskerettigheder, Charles Santiago, sagde, at anklagerne mod Aung San Suu Kyi var latterlige.
Det nye statsadministrative råd (SAC) nedsat af kupmagerne, udpegede et team af højtstående militære embedsmænd og teknokrater, til at lede landet i et år under undtagelsestilstanden. En gammel kending var udenrigsminister, Wunna Maung Lwin, der tjente i samme stilling fra 2011 til 2016. Hans tilbagevenden indikerede, at det nye regime i Naypyidaw (Myanmars politiske hovedstad) ønskede at forblive forbundet med ASEAN og det internationale samfund. Før han blev udnævnt til udenrigsminister, tjente han i flere vestlige lande, herunder Frankrig og Belgien, samt i Schweiz ved De Forenede Nationer i Genève. Han kunne skelne til naboen Thailand, hvor general Prayut Chan-o-cha tog magten ved et overraskelseskup i 2014, men samtidigt ikke ønskede at isolere sig fra hverken ASEAN eller det internationale samfund. Chan-o-cha tog straks kontakt til ASEAN-gruppen og EU, og understregede vigtigheden af en tidlig tilbagevenden til forfatningsmæssigt demokrati, herunder afholdelse af troværdige valg i overensstemmelse med "det thailandske folks vilje". De løfter hjalp til med at berolige flere hårde linjer og progressive EU-medlemmer.
General Min Aung Hlaing havde da også straks sendt et personligt brev til Chan-o-cha, hvori han forklarede situationen, der førte til magtovertagelsen. Brevet angav ni grunde til, at valget ikke var så "frit og retfærdigt" som påstået, og at Tatmadaw havde overholdt de demokratiske normer, men beskyldte valgkommissionen og Aung San Suu Kyis politiske parti, NLD, for manglende offentliggørelse af endelige data om vælgerne. Brevet understregede også, at det var Tatmadaw, der havde startet den nuværende demokratiske udvikling, efter at militæret havde udarbejdet en ny forfatning i 2008.
Indonesiens præsident, Joko Widodo, opfordrede den 19. marts til gendannelse af demokrati og standsning af vold i Myanmar, samt at ASEAN-lederne afholdt et møde på højt niveau for at drøfte situationen.

### ASEAN krisemøde og fem-punkt plan
Oppositionen i Myanmar samlede sig i en skyggeregering under navnet Den Nationale samlingsregering, primært bestående af personer fra Aung San Suu Kyis parti, NLD. Skyggeregeringen opfordrede til, at medlemslandene i ASEAN ikke anerkender Myanmars militærstyre, som landets retmæssige regering. Skyggeregeringen anmodede om, at få lov til at deltage i ASEAN-ledernes krisemøde den 24. april i Jakarta, Indonesien,, hvor også militærjuntaen deltager med juntachef Min Aung Hlaing. Efterfølgende stemplede militærjuntaen skyggeregeringen som terrorister.
»Situationen i Myanmar er uacceptabel og bør ikke fortsætte. Vold skal stoppes, demokrati skal stabiliseres og fred i genetableres,« sagde Indonesiens præsident Joko Widodo under mødet. Myanmars militærjunta forpligtede sig uventet til at "ophøre med vold" mod civile og engagere sig i "konstruktiv dialog med alle parter." Derudover accepterede juntaen ASEANs mæglingsintervention og tillod en særlig udsending at besøge Myanmar, for at mødes med alle berørte parter.
Efter mødet, annoncerede ASEAN's formand, sultanen fra Brunei, Hassanal Bolkiah, en erklæring, hvori ASEAN-lederne i en fem-punkt konsensus opfordrede til
1. øjeblikkelig ophør af vold i Myanmar,
2. konstruktiv dialog mellem alle berørte parter for at søge en fredelig løsning i folkets interesse,
3. mægling, der skal ledes af en udsending fra ASEAN med bistand fra generalsekretæren,
4. humanitær hjælp leveret af ASEAN's AHA Center (Koordineringscenter for humanitær bistand til katastrofestyring),
5. besøg i Myanmar af den særlige udsendings delegation, for at mødes alle berørte parter.[192]

Bare få uger efter ASEAN-mødet kunne en "særlig udsending til Myanmar" konstatere, at aftalen med militærjuntaen var udsat "indtil stabilitet blev etableret". Desuden var Myanmars myndigheder ikke ophørt med vold, der blev rapporteret yderligere flere end 30 dødsfald blandt pro-demokratiske borgere siden topmødet.
I oktober besluttede ASEAN at lederen af Myanmars militærjunta, general Min Aung Hlaing, ville blive udelukket fra det kommende topmøde den 26. til 28. oktober, da militærregeringen ikke havde opfyldt forpligtelserne i fem-punkt planen til at standse den blodige krise i landet. ASEAN valgte i stedet, at invitere en ukendt repræsentant for Myanmar til mødet, hvortil også USA's præsident, Joe Biden var inviteret. Juntaen insisterede på, at mange af de dræbte eller tilbageholdte var "terrorister", der var fast besluttet på at destabilisere landet. Aseans særlige udsending, Erywan Yusof fra Brunei, havde ønsket et møde med den afsatte leder Aung San Suu Kyi, men militærregeringen sagde, at det var umuligt, fordi hun var tilbageholdt og anklaget for forbrydelser. Juntaen advarede Erywan om, ikke at engagere sig med oppositionsstyrker, som juntaen har forbudt. Militæret insisterer på, at det er den legitime myndighed i Myanmar, og at dets magtovertagelse ikke var et kup, men en nødvendig og lovlig indgriben mod en suverænitetstrussel fra Suu Kyis parti, der ifølge militæret vandt et svigagtigt valg i 2020.

## Forholdet til Thailand
Ud af Thailands 2,5 millioner registrerede migrantarbejdere kommer 1 million fra Myanmar, hvilket er det største burmesiske expatriate-samfund i verden. Derudover er der flere tusinde uregistrerede burmesiske arbejdere, ifølge Labour Protection Network (dansk: arbejdskraftsbeskyttelsesnetværket). Arbejdere fra Myanmar besætter ofte job, som de fleste thailændere undgår på grund af hårdt arbejde, snavs eller lave lønninger.
Umiddelbart efter militærkuppet gik flere burmesere på gaden i Bangkok og demonstrerede, for at vise solidaritet med den civile ulydighedsbevægelse i Myanmar. De thailandske myndigheder advarede imidlertid demonstranterne om, at protester kan forårsage international spænding. Den thailandske regering ønsker, at Myanmar-samfundet forholder sig roligt og ikke involverer sig i noget, der kan have en negativ indflydelse på forholdet mellem Thailand og Myanmar. Yderligere ønsker myndighederne også at undgå enhver spire, der kan udvikle sig til en gentagelse af sidste års pro-demokratiske protester. I august 2023 blev syv demonstranter, herunder en thailandsk student, idømt fængsel, nogle i mere end to år, for at have deltaget i en protest mod militærkuppet på dagen for kuppet (1. februar 2021), foran Myanmars ambassade i Bangkok. Protesten blev spredt af det thailandske politi, som brugte skjolde og stave, og foretog anholdelser.
Flere mindre thailandske virksomheder, der har investeret i Myanmar, blev økonomisk hårdt ramt af uroligheder og kan risikere at måtte lukke i løbet af seks måneder.
Thailands premierminister, Prayut Chan-o-cha benægtede i en tale i parlamentet den 29. marts, efter de større antal drab af civile demonstranter, at nationen støtter militærjuntaen i Myanmar. Chan-o-cha forsvarede, at det thailandske militær havde sendt repræsentanter til at overvære en militærparade. Han sagde, at Thailand var nødt til at engagere og vedligeholde en kommunikationskanal, som gør det muligt, at følge den politiske udvikling, da landene deler grænse, og Thailand vil blive berørt af udviklingen. Han sagde også, at myndighederne forberedte sig på en mulig flygtningestrøm, men ønskede at undgå en udvandring, men ville også overholde menneskerettighederne.
Thailand strammede sit sprog over for Myanmar ved at sige, at det var "alvorligt bekymret" over de eskalerende blodsudgydelser siden kuppet den 1. februar, men på grund af tætte militære bånd og frygt for flygtninge, ville det sandsynligvis ikke gå længere, mente analytikere. Det efterlod Thailand ude af trit med de øvrige ASEAN-medlemmer, der søgte at øge presset på militærjuntaen, men det kunne også positionere Thailand som en mulig mægler. Thailands premierminister, Prayut Chan-o-cha, kom selv til magten ved et militærkup i 2014 og blev, efter at være fratrådt som general, udpeget som premierminister i 2019 af et delvist demokratisk valgt parlament. Thailand har potentielt mere på spil end noget andet medlem af ASEAN, da det deler en 2.400 km lang grænse med Myanmar, hvor det er naboen med den længste grænse. Desuden er forretningsforbindelserne også stærke. Kun Kina og Singapore har større investeringer end Thailand i Myanmar. Grænsehandel udgør en værdi på omkring ni milliarder dollars, svarende til cirka 56 milliarder kroner. Desuden er der den store gruppe burmesiske gæstearbejdere, der er vigtige for Thailands industri og turisme.
I maj måned afslørede den franske avis Le Monde, at det franske olieselskab Total havde overført flere hundrede millioner dollar overskud fra salg af naturgas via Myanmar-Thailand gasrørledningen til Myanmars militær, i stedet for regeringen. Pengene blev som skatteoptimering overført direkte til det militærstyrede Myanma Oil And Gas Enterprise (MOGE). Total kom under pres fra pro-demokratiske aktivister, der mente selskabet skulle "stoppe finansieringen af juntaen". Total og MOGE har andele i Moattama Gas Transportation Company (MGTC), som ejer rørledningen, der forbinder gasfeltet Yadana og Thailand. Gassen bruges til at generere cirka otte procent af elektriciteten i Thailand og omkring halvdelen af den strøm, der bruges i Yangon. Total er operatør og majoritetsaktionær i Yadana-feltet med 31,2 procent, de øvrige partnere inkluderer amerikanske Chevron med 28,3 procent og thailandske PTT Exploration And Production Plc Of Thailand (PTTEP) med 25,5 procent, samt MOGE med 15 procent. Indtægter fra MOGE er en af de største indtægtskilder for militæret, som er under økonomisk pres, da mange vestlige lande har indført sanktioner.
Trods militærets forsatte undertrykkelse af befolkningen, forsøgte Thailand at opretholde status quo i 2022, herunder sædvanlige gode forbindelser med juntaen. Dette har medført kritik, der ifølge uafhængige observatører kan underminere ASEANs og det internationale samfunds bestræbelser på, at lette den igangværende krise i landet.

## Danmark og Myanmar
Udenrigsministeriets Borgerservice frarådede den 8. marts alle rejser, og opfordrede danskere, hvis tilstedeværelse ikke var strengt påkrævet, til at forlade landet, mens det er muligt med kommercielle fly. Den 29. marts opfordrede Udenrigsministeriet de omkring 40 danskere, der stadig befandt sig i Myanmar, til at forlade landet snarest muligt på grund af sikkerhedssituationen, mens der stadig er kommercielle fly ud af landet. Ifølge Danmarks ambassadør, John Nielsen, arbejder flere af danskerne for internationale organisationer og nogle har giftet sig og stiftet familie i landet, så mange af dem forventes at blive, men det vides også, at en række familier er på vej ud.
Carlsberg, der driver det fjerdestørste bryggeri i Myanmar i Bago, der ligger omkring 80 km nordøst fra hovedbyen Yangon, oplyste at deres bryggeri foreløbigt ikke var direkte påvirket af situationen. Flere store virksomheder og bryggerier blev tidligere kritiseret af FN, for at samarbejde med militæret og dermed direkte eller indirekte være med til at finansiere militære indkøb og generalernes privatøkonomi, men i den seneste rapport blev Carlsberg ikke omtalt, hvorfor det formodes, at bryggeriet ikke samarbejder med militæret. Bryggeriet med 500 ansatte stod færdigt i 2015 og er det fjerdestørste i Myanmar, men stræber efter at blive næststørst. De civile protester mod militærregeringen medførte dog, at Carlsberg måtte tilpasse sin produktion til efterspørgslen. Ud over internationale mærker som Carlsberg og Tuborg producerer bryggeriet også den lokale øl Yoma.
Ifølge Folkekirkens Nødhjælp i et Twitter-opslag den 7. april, blev en dansk-finansieret proteseklinik for mineofre i Myanmar "jævnet med jorden" i et flybombeangreb. Organisationen mistænker militæret, for at står bag, da de har fly. der kan bære bomber. Militæret har ikke lagt skjul på, at de har udført bombetogter i samme område.

### Bestseller sagen
Bestseller A/S og virksomhedens administrerende direktør og ejer, Anders Holch Povlsen, blev udsat for kritik i forbindelse med Bestsellers samarbejde med tre fabrikker i Myanmar, der producerede tøj for virksomheden. Udenrigsminister Jeppe Kofod udtalte den 18. april til Politiken, at han betragtede det som problematisk, hvis Bestseller fik produceret tøj på fabrikker, der ifølge en FN-rapport var kontrolleret af militærdiktaturet. Holch Povlsen afviste kritikken med, at Bestseller allerede i marts indstillede samarbejdet med sine leverandører i Myanmar og ikke havde bestilt varer fra landet siden den 19. marts, men at virksomheden fortsat havde et engagement med de i rapporten omtalte fabrikker. Allerede inden militærkuppet blev det besluttet, ikke at placerer yderligere ordrer i Myanmar, så samarbejdet ville stoppe, når de eksisterende ordrer var leveret, men det kan dog genoptages, når det er "etisk forsvarligt". To af fabrikkerne beskyldte FN i 2019 for at have forbindelse til MEHL (forkortelse for Myanmar Economic Holdings Limited), der er et af militærets industrikonglomerater og reelt ejer af industrizonen Ngwe Pinlae, hvor fabrikkerne ligger.
Holch Povlsen oplyste, at Bestseller efter grundige undersøgelser i forbindelse med FN-rapporten fortsatte samarbejdet med fabrikkerne, da der ingen bevis var for, eller anledninger til at tro, at de havde relationer til militæret. Bestseller oplyste i en pressemeddelelse, at selskabet senest den 10. maj ville fremlægge en redegørelse over dets aktiviteter i Myanmar. Da redegørelsen fremkom var konklusionen, at "den danske modekoncern Bestseller har overholdt sanktioner og ikke samarbejdet med militæret i Myanmar." Redegørelsen var bestilt af Bestseller efter kritik i FN-rapporten fra 2019. Redegørelsen fandt, "at der ikke er noget rimeligt grundlag for at antage, at de tre fabrikker, som Bestseller har brugt i landet, er beliggende på jord, der direkte eller indirekte er ejet eller lejet af militæret," og "at der ikke er noget rimeligt grundlag for at antage, at de tre fabrikker direkte eller indirekte har betalt administrationsbidrag til militæret".
Den tidligere australske menneskerettighedskommissær, Chris Sidoti, rettede kritik mod advokatfirmaet, Offersen & Christoffersen, der stod for en undersøgelsen af tre fabrikker i Myanmar, der udførte arbejde for Bestseller. Sidoti var i sin tid med til at udarbejde FN's rapport, der konkluderede det modsatte af advokatundersøgelsen.

## Rusland og Myanmar
I september 2022 indgik Myanmar en aftale med Rusland om levering af militært udstyr i forbindelse med, at Ruslands udenrigsminister, Sergej Lavrov, gæstede landet. Lavrov erklærede, at »Rusland støtter militærjuntaens bestræbelser på at stabilisere situationen i landet«. Lederen af militærjuntaen, Min Aung Hlaing, kaldte herefter Rusland for "en sand og loyal ven". I september 2023 modtog Myanmar de første af en række russiske Sukhoj Su-30 jagerfly til udbygning af landets eksisterende flåde af russiske kampfly og -helikoptere, som havde været med til at bombe landsbyer i mange provinser.